# California Girls
California Girls è un singolo del gruppo musicale statunitense The Beach Boys, pubblicato sul loro nono album Summer Days (And Summer Nights!!) del 1965, scritto da Brian Wilson e Mike Love. Posizionatasi al terzo posto nella classifica Billboard Hot 100, è uno dei brani più famosi del gruppo, ed è stata inserita al 71º posto nella Lista delle 500 migliori canzoni secondo Rolling Stone
Nel 1985, il cantante del gruppo rock Van Halen, David Lee Roth, ha registrato una cover del brano, che ha raggiunto anch'essa la terza posizione nella classifica di Billboard.

## Storia del brano
La musica per il testo venne in mente a Brian Wilson durante la sua prima esperienza di LSD. Nel documentario Beautiful Dreamer, Wilson disse di essere andato nella camera da letto, poco dopo aver preso l'LSD, e di essersi nascosto sotto un cuscino gridando "Ho paura di mia madre, Ho paura di mio padre". Più tardi si era alzato dal letto, aveva lasciato la camera e si era diretto verso un pianoforte; cominciò a suonare nel basso Si-Fa#-Sol# e iniziò ad aggiungere con la destra un accordo di Si, per passare a un accordo di La. Così in una mezz'ora aveva scritto una parte della canzone, e il giorno dopo, insieme a Mike Love concluse di comporre il resto.

## Impatto culturale
Oltre ad aver raggiunto la terza posizione negli Stati Uniti, ottenne un buon successo anche in Canada (2ª posizione) in Rhodesia (2ª posizione), in Svezia (terza posizione) e soprattutto in Sudafrica, dove si mantenne al 1º posto per sei settimane.
La canzone viene spesso ripresa anche da altri artisti in più occasioni:
- Back in the U.S.S.R. dei Beatles è considerata un omaggio alla canzone dei Beach Boys.
- Alvin and the Chipmunks realizzarono una cover nel 1965 sul loro album Chipmunks à Go-Go.
- La canzone fu inserita nella colonna sonora del film di James Bond (interpretato da Roger Moore Agente 007 - Bersaglio mobile del 1985, nella scena che precede i titoli di testa dove Bond si trova in Siberia in fuga dai suoi nemici. Questa versione del brano fu eseguita da Adrian Baker.
- Una cover di successo fu realizzata da David Lee Roth nel 1985, sull'album Crazy from the Heat: raggiunse infatti la terza posizione nella classifica statunitense.
- È stata ripresa anche dal rapper Tyga nel suo demo California Girls.
- Esiste anche una parodia del brano dei The Baron Knights.
- Nell'album del 2005 All Jacked Up, Gretchen Wilson esegue una canzone composta con John Rich intitolata California Girls; la sua canzone è una versione country del brano dei The Beach Boys.
- Questa canzone viene eseguita anche all'inizio di Colpo grosso al drago rosso - Rush Hour 2, dove i protagonisti Lee (interpretato da Jackie Chan) e Carter (interpretato da Chris Tucker) cantano il brano eseguito alla radio.
- La canzone è stata di forte ispirazione per il brano del 2010 di Katy Perry, California Gurls, in duetto con Snoop Dogg.